# Friedrich Ludwig Leuschner

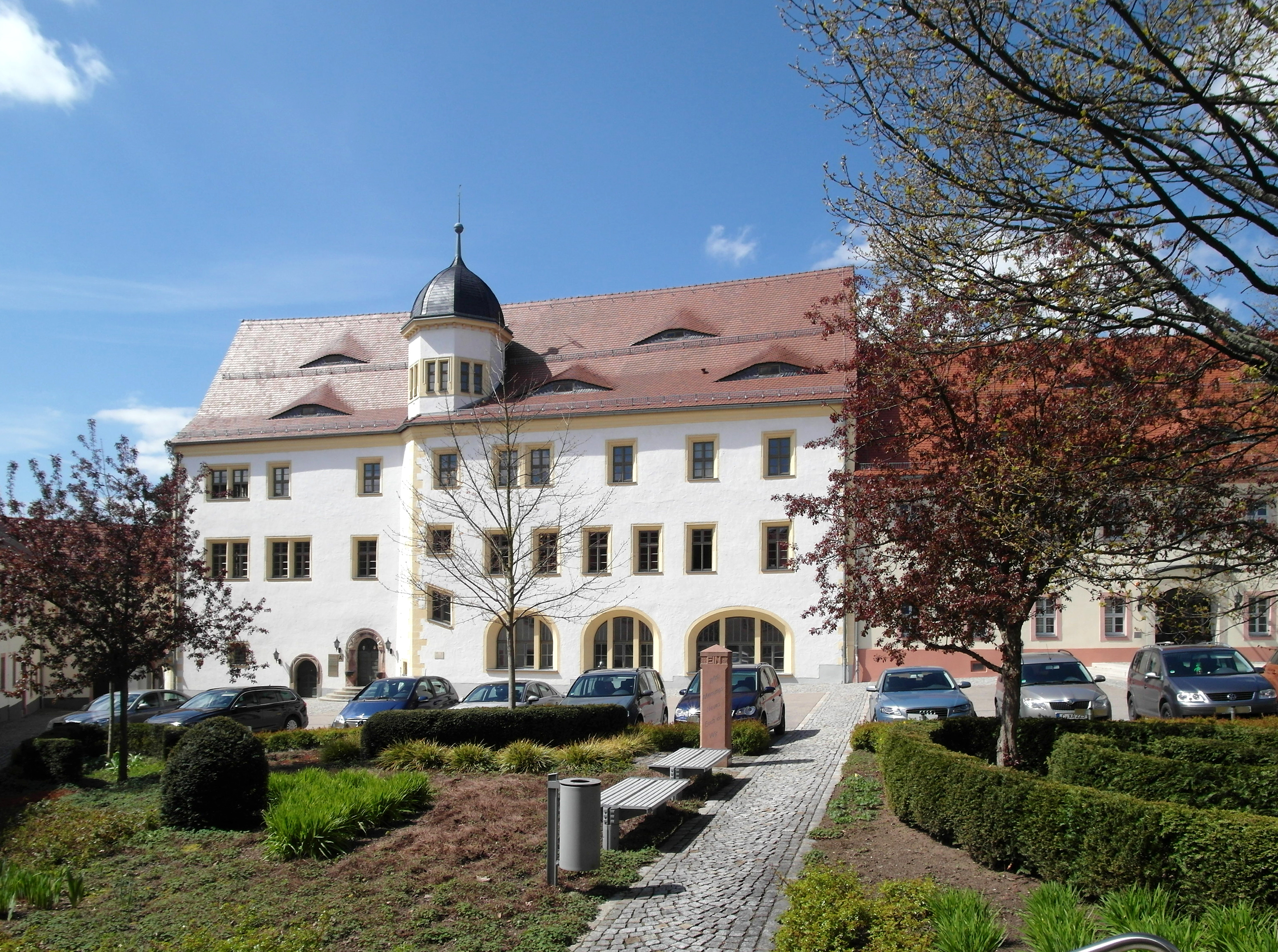
Mansão em Limbach-Oberfrohna

Friedrich Ludwig Leuschner (10 de março de 1824, Gräfenhainichen - 29 de dezembro de 1889, Glauchau) foi um empresário e político proprietário de terras alemão.
Em 1863 adquiriu uma mansão em Limbach-Oberfrohna, que posteriormente se tornaria na câmara municipal da localidade. Em 1868 ele ingressou na Câmara de Comércio de Chemnitz e em 1870 foi eleito para o Conselho Municipal de Glauchau.
Ele candidatou-se com sucesso ao Reichstag para representar o Partido Nacional Liberal pelo eleitorado No. 17, eleitorado do Reichstag Glauchau-Meerane, em 1881 e 1887.